# Holmes Semken
Holmes Alford Semken, Jr. (* 28. Januar 1935 in Knoxville, Tennessee; † 1. Januar 2024 in Iowa City, Iowa) war ein US-amerikanischer Wirbeltierpaläontologe.

## Leben
Semken junior wurde als Sohn von Holmes Alford Semken, Sr. (1905–1992), und seiner Ehefrau Edith Elizabeth Klinck in Knoxville, Tennessee, geboren. Der Vater war als Chemiker bei Alcoa tätig. Die Familie lebte von 1935 bis 1942 in Maryville, Tennessee, in der Nähe von Knoxville. Im Jahr 1942 erfolgte aufgrund der Kriegsanstrengungen von Tennessee ein Umzug nach Hot Springs, Arkansas. Nach dem Zweiten Weltkrieg kehrte Semken 1946 mit seinen Eltern nach Maryville zurück und siedelte während seines Abschlussjahres an der High School nach Rockdale, Texas, über, einer Kleinstadt nordöstlich von Austin. Nach seinem Abschluss an der Rockdale High School nahm er im Sommer an einer archäologischen Exkursion teil, die dazu führte, dass ihm eine Stelle im Texas Memorial Museum in Austin angeboten wurde. Hier übte er eine Vielzahl von Tätigkeiten aus, vom Dienst als Nachtwächter bis hin zu Reisen nach New Mexico, um Bisonknochen zu sammeln, wodurch sein Interesse an Wirbeltierosteologie und Paläontologie geweckt wurde. 
Sein akademische Laufbahn begann an der University of Texas at Austin, wo er von 1953 bis 1960 studierte. Er erwarb 1958 den Bachelor of Science in Geologie und schloss 1960 mit einer Arbeit über Wirbeltierfossilien aus den Longhorn Cavern den Master of Science in Geologie und Wirbeltierpaläontologie ab. Im selben Jahr wurde er in die United States Army eingezogen, wo er als Ingenieur bei den Corps of Engineers in Fort Belvoir, Virginia, diente. Von 1961 bis 1962 arbeitete Semken als Labortechniker für die Smithsonian Institution an einer Fundstelle außerhalb von Littleton, Colorado, wo Teile von 21 Präriemammuts (Mammuthus columbi) gefunden wurden. Anschließend grub er nach Walknochen in Virginia und präparierte Fossilien im Museum.
Semken promovierte 1965 an der University of Michigan, Ann Arbor, in Geologie mit der Dissertation Stratigraphy and paleontology of the McPherson Equus beds (Sandahl local fauna), McPherson County, Kansas und wurde anschließend als Assistant Professor an der University of Iowa eingestellt. 1969 wurde er außerordentlicher Professor und 1973 ordentlicher Professor. Von 1986 bis 1992 war er Vorsitzender des Fachbereichs Geologie der University of Iowa und 1999 wurde er zum Professor Emeritus ernannt. 
Semken war ein Experte für Säugetiere aus dem Quartär. Er war bekannt für seine Arbeiten über die Beziehung zwischen Säugetieren und dem Klimawandel im Mittleren Westen und trug zu bedeutenden Gemeinschaftsprojekten bei, die langfristige Veränderungen der Säugetiervielfalt vom Beginn des Pleistozäns bis zum Holozän dokumentierten. In Zusammenarbeit mit Lon Drake und Richard G. Baker bildete er eine Kern-Forschungsgruppe, die sich mit der paläoökologischen Umwelt des Quartärs in der Region befasste. Semken baute eine Sammlung von Mikrowirbeltierfossilien aus dem Quartär im UI Paleontology Repository auf, die mehr als 60.000 Exemplare von über 50 paläontologischen und archäologischen Stätten in Iowa und dem Mittleren Westen umfasst. Das Material wurde hauptsächlich von Semkens Doktoranden gesammelt und diente als Grundlage für zahlreiche Diplomarbeiten und Dissertationen. Die Sammlung trägt zur Dokumentation der spätquartären Verbreitung von Säugetierarten in den USA über FAUNMAP und die Neotoma Paleoecology Database bei.
Semken arbeitete auch mit Archäologen zur Durchführung von Faunenanalysen an Wirbeltierresten zusammen, die in kulturellen Stätten entdeckt wurden. Diese Stätten umfassen paläoindianische Bison-Tötungsplätze bis hin zu Festungen aus der Zeit der Indianerkriege. In ihrem wissenschaftlichen Austausch nahmen Holmes und seine Frau an Konferenzen, Ausgrabungen und Exkursionen teil, die sie an verschiedene geografische Orte führten, darunter an die Lena und den Baikalsee in Sibirien, zum Kaukasusgebirge in der damaligen Georgischen Sozialistischen Sowjetrepublik, in die Burmastraße, in die Turpan-Senke in der Volksrepublik China, zu den Schlammvulkanen in Aserbaidschan sowie in ein Weinbaugebiet in Frankreich und an die Grenze zwischen Pakistan und Afghanistan. Ein Höhepunkt ihrer Reisen war eine Jeeptour durch den Himalaya, die von Pakistan nach China führte. 
Semkens letztes Großprojekt war eine umfassende Studie über ausgestorbene Riesenfaultiere der Gattung Megalonyx aus der Tarkio-Fundstelle im westlichen Iowa, die im 2022 im Journal of Vertebrate Paleontology veröffentlicht wurde.
Semken war Fellow der Geological Society of America und der Iowa Academy of Science, Mitglied der Paleontological Society, der Society of Vertebrate Paleontology, der American Society of Mammalogists, der International Union for Quaternary Research, der National Speleological Society, der American Quaternary Association und des American Geological Institute. Er war auch Mitglied der Plains Anthropological Society und der Society of American Archaeologists. Während seiner gesamten Laufbahn erhielt Semken Auszeichnungen und Anerkennungen, darunter die Mitgliedschaft in den Ehrengesellschaften Sigma Xi und Sigma Gamma Epsilon. Zudem war er Delegierter für den wissenschaftlichen Austausch der Society of Vertebrate Paleontology in der Volksrepublik China.
An der University of Iowa betreute Semken mehr als 35 Doktoranden, die ihn beim Aufbau einer umfangreichen vergleichenden Säugetiersammlung unterstützten.
1981 veröffentlichte er das Buch The Cherokee excavations: Holocene ecology and human adaptations in northwestern Iowa und 1987 die Schrift Late Quaternary Mammalian Biogeography and Environments of the Great Plains and Prairies.

## Privates
Semken heiratete im August 1957 Alma Elaine Friedrichs, mit der er zwei Söhne hatte. Seine Frau starb 2019, er selbst am 1. Januar 2024.